# Síh tažný
Síh tažný (Coregonus migratorius (Georgi, 1775)) je sladkovodní ryba z čeledi lososovitých, endemitní druh vyskytující se pouze v jezeře Bajkal. Ruský název je bajkalskij omul (байкальский омуль). Jeho maso je velmi chutné, proto je nejčastěji komerčně lovenou rybou na Bajkalu. Roku 2004 byl v Rusku zařazen mezi ohrožené druhy.

## Popis
Síh tažný je drobná pelagická ryba se světle stříbrnými boky a tmavším hřbetem. Má menší tečky na hřbetní ploutvi a větší na hlavě, koncová ústa a velké množství žaberních tyčinek, typický znak ryb žijících v pelagické zóně. Dospělí jedinci obyčejně dosahují délky 36–38 cm a hmotnosti 0,6–0,8 kg, i když byly zaznamenány kusy dlouhé až 56 cm, vážící okolo 2,5 kg. Jedinci žijící v severní části Bajkalu jsou obecně menší než jedinci žijící na jihu.

## Biologie
Síh tažný se živí převážně zooplanktonem, menšími rybami a příležitostně některými jinými vodními rostlinami a živočichy. Potravu hledá hlavně v pelagické zóně Bajkalu do hloubky 345–450 m. Žije relativně dlouho, pohlavní dospělosti dosahuje mezi pátým a patnáctým rokem života. Síh tažný se tře pouze v přítocích Bajkalu. Tam krátkodobě migruje, obyčejně v polovině října, vypustí 8 až 30 tisíc vajíček, načež se vrací do jezera.

## Využití

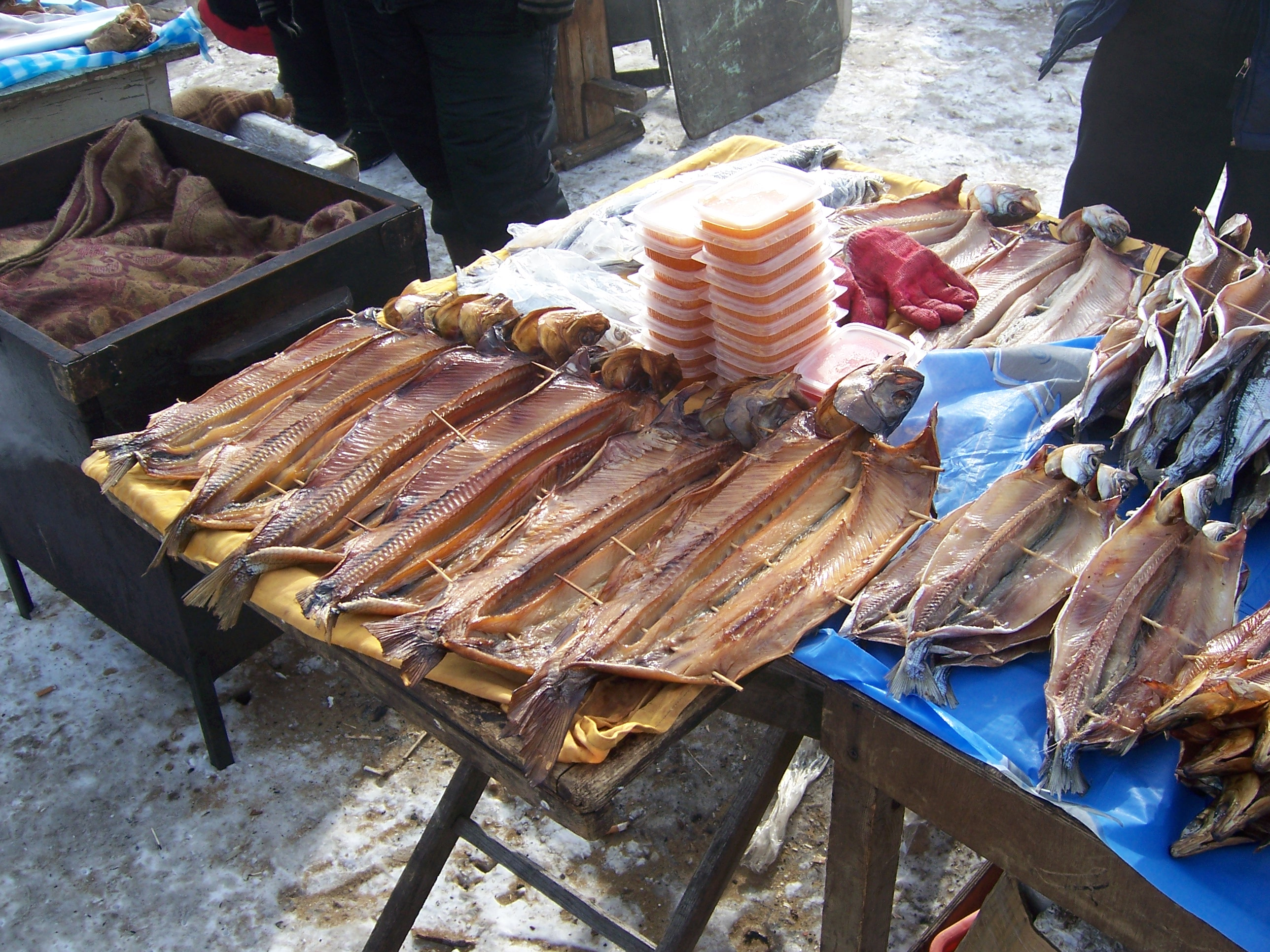
Omul na trhu v Listvjance

Síh tažný patří k hlavním zdrojům obživy pro lidi žijící v blízkosti Bajkalu. Jako vynikající ryba je však znám po celém Rusku a je i předmětem exportu. Uzený síh tažný se běžně prodává všude okolo jezera, často jej na nádražích kupují lidé cestující po Transsibiřské magistrále. Prodává se též sušený či solený. Právě ze síha tažného se často připravuje oblíbené sibiřské jídlo stroganina, což jsou tenké plátky mražené syrové ryby, posypané solí a pepřem.
Vzhledem k jeho značné popularitě, síh tažný je nejčastěji komerčně lovenou rybou na Bajkalu. Nejintenzivněji byl loven ve 40. letech, kdy dokonce za tímto účelem existoval gulag na ostrově Olchon. Bajkalské ryby byly důležitým zdrojem pro zásobování fronty. Tehdy jezero poskytovalo ročně 60–80 tisíc tun síha tažného. Intenzivní rybolov ovšem natolik poškozoval populaci, že v letech 1969 – 1974 byl jejich lov zcela zakázán, poté povolen pouze v určitém množství. Dnes tvoří síh tažný asi 2/3 všech vylovených ryb na Bajkalu a jeho lov je omezován vzhledem k potřebě udržení populace.